# The Ballad of Wallis Island
The Ballad of Wallis Island ist eine Filmkomödie von James Griffiths. Der Film mit Tom Basden, Tim Key, Carey Mulligan, Sian Clifford und Akemnji Ndifornyen in den Hauptrollen feierte Ende Januar 2025 beim Sundance Film Festival seine Premiere und kam Ende März 2025 in die US-Kinos. Die Kinopremiere in Deutschland war im Juli 2025.

## Handlung
Der exzentrische Lottogewinner Charles Heath träumt davon, seine Lieblingsmusiker wieder zusammenzubringen, einst bekannt als das Indie-Folk-Rock-Duo „McGwyer Mortimer“. Herb McGwyer wird von ihm für einen Privatauftritt auf einer abgelegene Insel gebucht. Er gelangt in einem kleinen Fischerboot nach Wallis Island. In seiner großen Villa im Tudor-Stil hat Charles eine Privatsammlung mit Musikandenken von Herb McGwyer zusammengetragen. Herb will eigentlich nicht vor nur einem Menschen auftreten, doch da ihm Charles 500.000 Pfund bietet, bleibt er. Charles hat auch Herbs ehemalige Partnerin Nell Mortimer nach Wallis Island eingeladen. Die beiden haben seit neun Jahren nicht mehr miteinander gesprochen. Nell kommt mit ihrem neuen Ehemann Michael auf die Insel. Für Herb und Nell reißt das gemeinsame Singen alte Wunden auf.

## Produktion

### Filmstab und Besetzung
Regie führte der Brite James Griffiths, bekannt als Produzent von Fernsehserien wie A Million Little Things und Black-ish. Das auf Griffiths’ Kurzfilm  The One and Only Herb McGwyer Plays Wallis Island von 2007 basierende Drehbuch schrieben Tom Basden und Tim Key, gemeinsam bekannt als das britische Sketch-Duo Cowards. Sie spielen auch in den Hauptrollen den Musiker Herb McGwyer und den exzentrischen Lottogewinner Charles Heath. Carey Mulligan spielt Herbs ehemalige Partnerin Nell Mortimer und Akemnji Ndifornyen deren Ehemann Michael. Sian Clifford spielt Amanda.

### Dreharbeiten und Filmmusik
Die Dreharbeiten fanden im Laufe des Jahres 2023 an verschiedenen Orten in Wales statt. Überwiegend drehte man an der Küste. Das Haus, das im Film Charles Heaths Zuhause ist, befindet sich in der Stadt, in der Griffiths Mutter geboren wurde und lebte. Aufnahmen entstanden auch von der Ramsey Island in Pembrokeshire als Kulisse für „Wallis Island“. Kameramann G. Magni Ágústsson war in der Vergangenheit für Filme wie The Last Winter von Larry Fessenden, Paris des Nordens von Hafsteinn Gunnar Sigurðsson und zuletzt für die US-Kriminalserie Death and Other Details tätig.
Die Filmmusik komponierte Adem Ilhan, die Songs schrieb Basden. Ein Soundtrack-Album mit insgesamt 15 Songs aus dem Film wurde zum US-Kinostart von Decca Records als Download veröffentlicht. Ein weiteres Album mit 16 Stücken der Filmmusik erschien Anfang April 2025 bei Back Lot Music.

### Marketing und Veröffentlichung
Die Weltpremiere des Films fand am 25. Januar 2025 beim Sundance Film Festival statt. Der erste Trailer wurde kurz zuvor veröffentlicht. Im März 2025 wurde The Ballad of Wallis Island beim South by Southwest Film Festival gezeigt. Am 28. März 2025 kam der Film in die US-Kinos. Im Juni 2025 wurde er beim Sydney Film Festival vorgestellt. Am 28. Juni 2025 eröffnete der Film das Filmfest München. Der Kinostart in Deutschland erfolgte am 10. Juli 2025. Im August 2025 wird The Ballad of Wallis Island beim Melbourne International Film Festival gezeigt.

## Rezeption

### Kritiken
Von den bei Rotten Tomatoes aufgeführten Kritiken sind 98 Prozent positiv. Bei Metacritic erhielt der Film einen Metascore von 78 von 100 möglichen Punkten.
Roland Meier schreibt in seiner Kritik für outnow.ch, Tim Key spiele den Exzentriker Charles, der wohl schon vor dem Geldsegen ein komischer Kauz war, als Quasselstrippe mit einem nicht enden wollenden Vorrat an Wortspielereien und verschmitzten Gesichtsausdrücken. Das Aufblasen des Kurzfilms auf Spielfilmlänge gelinge hervorragend dank Topbesetzung und  gelungenen Running-Gags. The Ballad of Wallis Island sei ein perfekter Mix aus Herzschmerz, Wortwitz, absurden Einfällen und nicht zuletzt auch einer prächtigen Landschaft.
Markus Tschiedert schreibt in seiner Kritik für CountryMusicNews.de: "The Ballad of Wallis Island" ist ein bescheidener, ruhiger Film, der sich Zeit nimmt, seine Charaktere zu entwickeln und mehr und mehr die Songs wirken zu lassen. Darauf muss man sich erst mal einlassen, um sich am Ende ganz dem Feel-Good-Moment hinzugeben.

### Auszeichnungen
National Film Awards 2025
- Nominierung als Bester britischer Film
- Nominierung als Beste Filmkomödie
- Nominierung als Bester Schauspieler (Tim Key)
- Nominierung als Beste Schauspielerin (Carey Mulligan)
- Nominierung für das Beste Drehbuch (Tom Basden und Tim Key)
- Nominierung als Bester Produzent (Rupert Majendie)[20]

Sydney Film Festival 2025
- Nominierung im Offiziellen Wettbewerb[12]